# Jacqueline Mazéas
Jacqueline Mazéas, född 10 oktober 1920 i Denain, död 9 juli 2012 i Darnétal, var en fransk friidrottare.
Mazéas blev olympisk bronsmedaljör i diskuskastning vid sommarspelen 1948 i London.